# Carayaó
Carayaó es un distrito paraguayo del departamento de Caaguazú, ubicado a 164 km de la ciudad de Asunción. Se accede por la Ruta PY02 hasta la ciudad de Coronel Oviedo donde se debe tomar la Ruta PY08 rumbo norte, encontrándose a unos 33 km de la capital departamental.

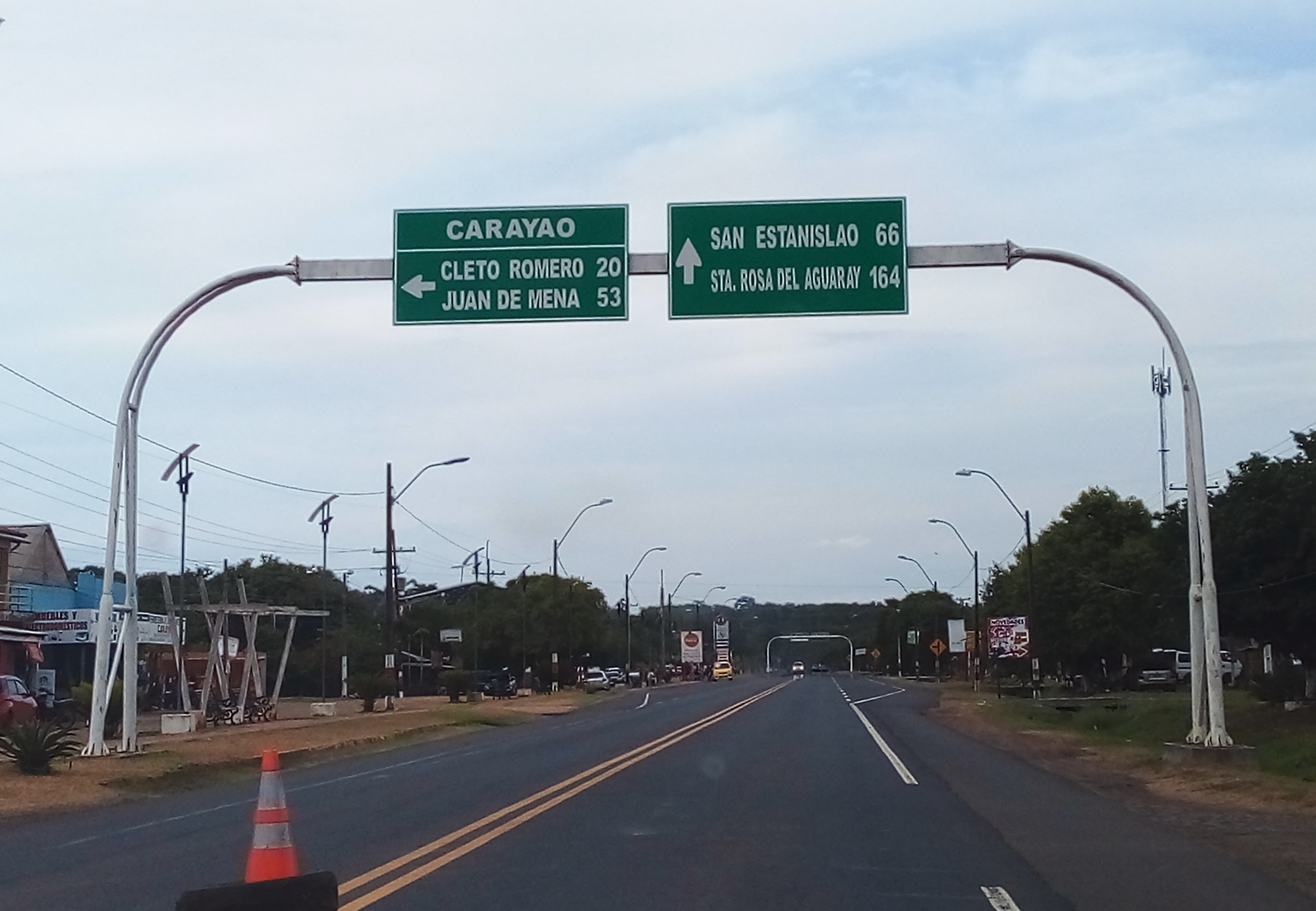
Acceso a Carayaó por la Ruta Nacional 8.

## Etimología
Acerca del origen del nombre, existen dos versiones; una, que durante la colonia allí vivía un señor que pagaba con ropa a los indígenas por los trabajos realizados; otra, que se debe a un “médico” que para sus curaciones se valía de la ropa de los “enfermos”. Originalmente el nombre del lugar fue “Karai-aó”.

## Historia
Es una de las comunidades antiguas que mantiene el perfil tradicional del departamento. Fue fundada por el gobernador Carlos Morphi en el año 1770. Está situada en las cercanías del arroyo Tobatíry y la ruta 8. Básicamente, sus habitantes se dedican a la agricultura, la ganadería, piscicultura y la minería. Esta ciudad posee el río Tobatiry y el arroyo Hondo, que surca a 5 km de la ciudad como puntos de atracción para sus visitantes.

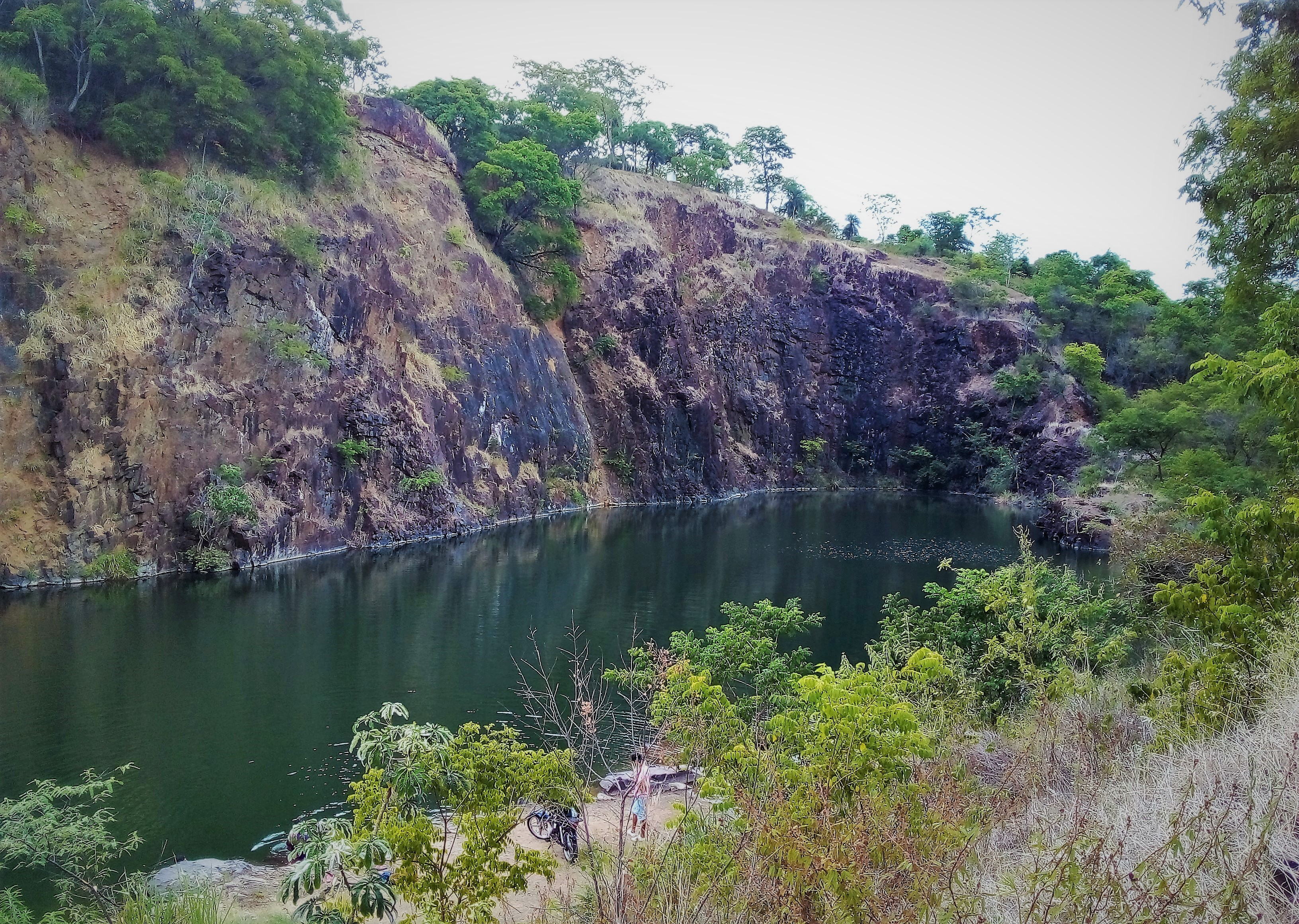
Cantera de Carayaó.

## Geografía
El distrito de Carayaó se encuentra en la zona oeste del departamento de Caaguazú. Limita al norte con Simón Bolívar y Cecilio Báez; al sur con La Pastora y Coronel Oviedo; al este con San Joaquín y Caaguazú; y al oeste con el Departamento de Cordillera.

## Demografía
El distrito de Carayaó cuenta con un total de 10 832 habitantes según datos oficiales del censo paraguayo de 2022.

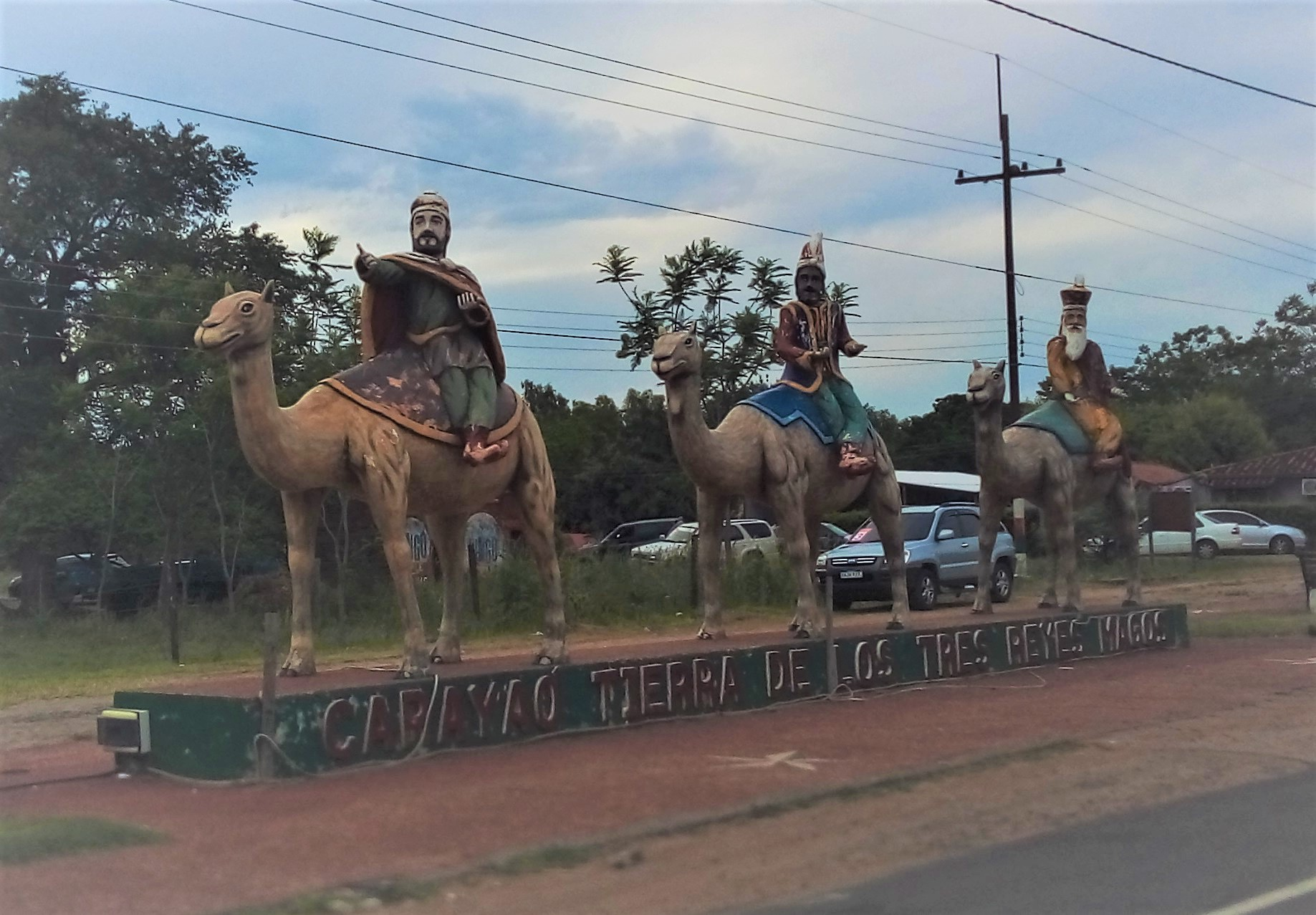
Monumento a los Reyes Magos (Carayaó).

## Turismo
Una de las más importantes tradiciones de la ciudad de Carayaó es la fiesta en la que se honra a los Reyes Magos. El programa se inicia el 2 o el 4 de enero dependiendo del calendario del nuevo año con una gran Corrida de toros y culmina el 6 de cada mes de enero, esto variara; usualmente finaliza con una misa de concelebración y Procesión, en la que se destaca una antigua imagen de San Gaspar, patrono del distrito. Entre las principales actividades, se encuentra la exhibición taurina al son de la música paraguaya. La fiesta patronal de Carayaó, es considera una de las añejas tradiciones del país, una costumbre que ha sido heredada de los primeros habitantes hasta la fecha actual.